# Michael Gorlitzer
Michael Gorlitzer (* 4. Juli 1966 in Knittelfeld) ist ein österreichischer Politiker (ÖVP). Er ist seit 2020 Mitglied des Wiener Landtags und Gemeinderats.

## Privates
Michael Gorlitzer studierte an der Universität Wien Medizin und ist Facharzt für Chirurgie. Er ist verheiratet und hat 3 Kinder.

## Politische Funktionen
Von 1996 bis 2020 war er Mitglied der Bezirksvertretung von Wien-Hietzing. Von 2005 bis 2020 war er Vorsitzender der Bezirksvertretung in Hietzing. Seit 2020 ist er Mitglied des Wiener Landtags und Gemeinderats.